# ポウル・ニールセン
ニールス・ポウル・ニールセン（Niels Poul Nielsen, 1891年12月25日 - 1962年8月9日）は、デンマーク・コペンハーゲン出身のサッカー選手。デンマーク代表史上最多タイの52得点を挙げた。現役時代のポジションはFW。

## 経歴
1912年にはデンマーク代表としてストックホルムオリンピックに出場し、銀メダルを獲得した。クラブは生涯を通じてケベンハウンBK（FCコペンハーゲンの前身クラブ）に在籍し、6度のデンマーク・リーグ優勝を果たした。

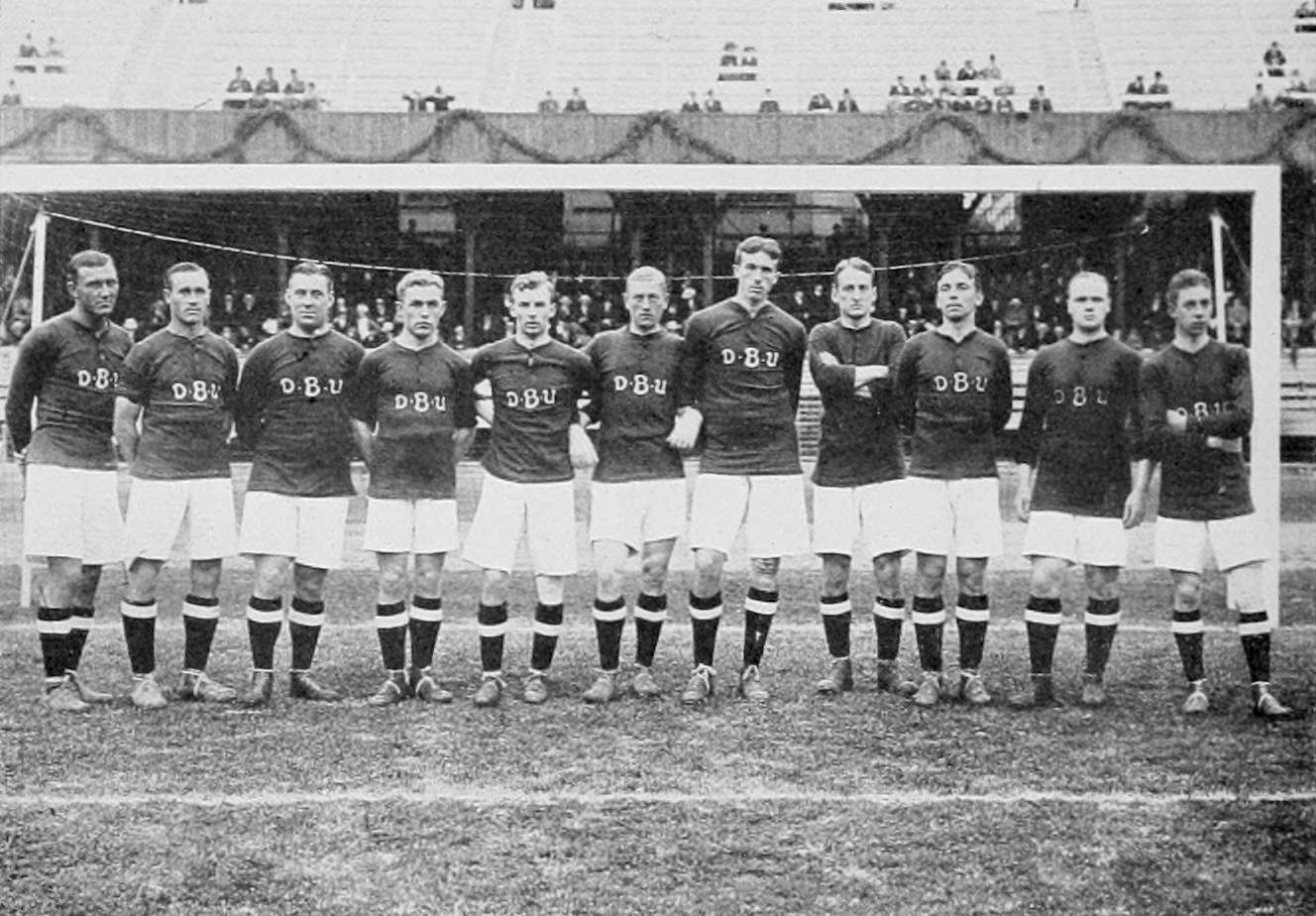
ストックホルムオリンピックのデンマーク代表メンバー。左から5番目がP・ニールセン

ニールセンがまだ子どもの頃、料金を支払わずにスタジアムに入ろうとしたことがあった。そのことが理由で、彼のニックネームは「ただ乗り」を意味する「Gratist」になり、それが省略されて「Tist」になった。コペンハーゲンに生まれ、選手キャリアを通じて在籍することになるケベンハウンBKでサッカーを始めた。1910年5月5日、デンマーク代表史上最年少の18歳131日でデンマーク代表デビューし、1908年にヴィルヘルム・ヴォルフハゲンが作った記録を塗り替えた。1918年、18歳51日でデビューしたヴァルデマル・ラウルセンに塗り替えられた。
ロンドンオリンピック閉幕後初の代表戦で代表デビューし、1912年にはストックホルムオリンピックのメンバーに選出された。出場機会はオランダ(4-1)戦の1試合に留まったが、代表出場3試合目となったこの試合で代表初得点を挙げた。デンマークは決勝でイギリスに2-4で敗れたものの、銀メダルを獲得した。ストックホルムオリンピック後、デンマーク代表では記録的なペースで得点を重ねた。ケベンハウンでは1913年と1914年にリーグ2連覇を果たした。1913年から1916年6月にかけて、ストックホルムオリンピック後最初の代表戦から9試合で22得点を挙げた。スウェーデンを10-0で破った試合ではひとりで6得点を挙げ、ドイツを4-1で破った試合ではひとりで4得点を挙げた。1916年6月時点では12試合出場23得点の成績を残している。
1917年、1918年、1922年、1925年にはケベンハウンでリーグ優勝し、デンマーク代表でもかなりの得点を挙げた。1923年10月14日には32試合目の出場を果たし、ソフス・ハンセンが1920年に樹立したデンマーク代表最多出場記録（31試合）を塗り替えた。1925年9月の試合が代表でのラストゲームとなった。38試合に出場して52得点を挙げているが、このうち26得点はノルウェーから挙げた得点であり、15得点はスウェーデンから挙げた得点である。52得点はデンマーク代表最多得点記録となり、長らく破られていない。2010年6月にはヨン・ダール・トマソンが52得点目を挙げてニールセンの記録に並んだ。最多出場記録（38試合）は、1931年6月にミカエル・ローデによって塗り替えられた。キャリアを通じてFIFAワールドカップに出場することはできず、世界の舞台に立ったのはストックホルムオリンピックのみである。
1962年8月、コペンハーゲンにて70歳で死去した。

## 所属クラブ
- 1907-1927  ケベンハウンBK

## タイトル

### クラブ
- ケベンハウンBK

デンマーク・リーグ (6) : 1913, 1914, 1917, 1918, 1922, 1925

### 代表
- デンマーク代表

ストックホルムオリンピック : 銀メダル